# 能登高浜駅
能登高浜駅（のとたかはまえき）は、石川県羽咋郡志賀町高浜町に存在した北陸鉄道能登線の駅である。1972年（昭和47年）に廃駅となった。

## 歴史
1970年（昭和45年）に志賀町と合併するまでの高浜町の中心に位置し、能登鉄道の第一次開業区間の終点であった。

### 年表
- 1925年（大正14年）3月3日：能登鉄道の駅として開業。
- 1927年（昭和2年）6月30日：当駅から三明駅までの区間が開業、能登鉄道の全線が開業する。
- 1943年（昭和18年）10月13日：合併により北陸鉄道能登線の駅となる。
- 1972年（昭和47年）6月25日：能登線全線廃止により廃駅。

## 駅構造
島式ホーム1面2線と側線を有していた。

## 廃止後
廃止翌年の1973年（昭和48年）2月10日に高浜バスターミナルが設置され、鉄道代替バスや七尾駅、能登部駅を結ぶ路線バスのほか、周辺地域を運行するコミュニティバスが発着している。
バスターミナル待合室には現在、当駅の駅名表示板や1970年（昭和45年）4月1日改定の運賃表、高浜地区の当時の観光案内図も掲示され、レトロな雰囲気を醸し出している。

## 隣の駅
北陸鉄道
能登線
大島駅 - 能登高浜駅 - 志賀町駅